# Джоси Уэйлс — человек вне закона
«Джоси Уэйлс — человек вне закона» (англ. The Outlaw Josey Wales) — художественный фильм в жанре вестерн. Снят Клинтом Иствудом, который также сыграл в нём главную роль. В основу сценария фильма легла книга Форреста Картера «Ушедшие в Техас» (англ. Gone to Texas).

## Сюжет
Мирный фермер Джоси Уэйлс подвергся бандитскому нападению солдат-северян во время гражданской войны в США. Его жену и ребёнка убили, и он, одержимый местью, становится на сторону южан. Южане терпят поражение, но Джоси не сложил оружие. Теперь он — человек вне закона, которого преследует банда убийц. Компанию одинокому мстителю в его опасном путешествии составит группа изгоев, которых Уэйлс станет защищать в предстоящих переделках.

## В ролях
- Клинт Иствуд — Джоси Уэйлс
- Дэн Джордж — Одинокий Уоти
- Сондра Локк — Лора Ли
- Билл Маккинни — Террилл
- Джон Вернон — Флетчер
- Пола Трумен — бабушка Сара
- Сэм Боттомс — Джейми
- Джеральдин Кимс — Маленький Лунный Свет
- Уилл Сэмпсон — Десять Медведей
- Джон Расселл — «Кровавый Билл» Андерсон

## Признание
- В 1977 году фильм был номинирован на премию «Оскар» за лучшую оригинальную музыку (Джерри Филдинг[англ.]).
- В 1996 году фильм был помещен в Национальный реестр фильмов.